# The Elder Scrolls IV: Oblivion Remastered
The Elder Scrolls IV: Oblivion Remastered – komputerowa fabularna gra akcji stworzona przy współpracy studiów Virtuos i Bethesda Game Studios dla wydawcy Bethesda Softworks. Jest odświeżoną wersją gry The Elder Scrolls IV: Oblivion z 2006 roku, w ramach której m.in. całkowicie poprawiono oprawę graficzną, przenosząc ją na Unreal Engine 5, a także wprowadzono liczne inne zmiany, m.in. w rozgrywce czy interfejsie użytkownika. Nowe wydanie zawiera zawartość do pobrania z pierwowzoru, w tym m.in. dodatki fabularne Knights of the Nine i Shivering Isles. Oblivion Remastered wydano 22 kwietnia 2025 na platformy Windows, PlayStation 5 i Xbox Series X/S.

## Fabuła
Fabuła gry osadzona jest w Cyrodiil, prowincji kontynentu Tamriel będącej siedzibą władającego nim Cesarstwa. Gracz wciela się w wykreowaną przez siebie postać, której cesarz Uriel Septim VII tuż przed swoją śmiercią z rąk skrytobójców powierza misję, od powodzenia której zależeć ma los świata. Niedługo później postać zyskuje przydomek Bohaterskiej Duszy Kvatch i wikła się w konflikt śmiertelników z istotami o boskich mocach – zamieszkującymi tytułową Otchłań daedrami.

## Rozgrywka
The Elder Scrolls IV: Oblivion Remastered jest fabularną grą akcji z perspektywą pierwszej lub trzeciej osoby, pomiędzy którymi gracz może przełączać się w dowolnym momencie. Zachowano w niej strukturę i kluczowe mechaniki pierwowzoru, w tym przede wszystkim walkę w czasie rzeczywistym, rozwijanie postaci, system progresji oparty na umiejętnościach i ciągi zadań fabularnych dla wielu frakcji.
Na potrzeby Remastered przeprojektowano część mechanik rozgrywki, w tym przede wszystkim system rozwoju postaci, uznawany za jedną z największych wad oryginalnego Oblivion, łącząc go z rozwiązaniami zastosowanymi w The Elder Scrolls V: Skyrim (2011). Podczas gdy w oryginale gracz zwiększał poziom postaci wyłącznie poprzez rozwijanie jej umiejętności głównych, wybranych podczas tworzenia awatara, w remasterze wpływ na zwiększenie poziomu mają – chociaż w mniejszym stopniu – także umiejętności dodatkowe. Widok z perspektywy trzeciej osoby przeprojektowano na wzór tego ze Starfield (2023), dodano w nim także celownik. W Remastered zaimplementowano mechaniki i elementy nieobecne w pierwowzorze, np. możliwość biegania sprintem czy odgłosy towarzyszące walce.

## Proces produkcji
Oblivion Remastered opracowały studia Virtuos oraz odpowiedzialne za pierwowzór Bethesda Game Studios, które prace nad odświeżoną wersją rozpoczęły w 2021 roku. Opracowano ją na dwóch silnikach: podczas gdy oprawa graficzna generowana jest za pośrednictwem Unreal Engine 5, za logikę i systemy gry – fizykę, walkę, zadania itd. – odpowiada silnik Creation Engine. Według niektórych dziennikarzy branżowych i graczy, ze względu na skalę i rodzaj wprowadzonych zmian odświeżona wersja jest remakiem, lecz twórcy świadomie unikali tego słowa, twierdząc, że pomimo wszelkich usprawnień ich kluczowym zamiarem było zachowanie klimatu oryginalnej gry. W remasterze zachowano liczne obecne w pierwowzorze błędy, np. wypowiedź BN przerywaną prośbą dubbingującej ją Linda Kenyon o nagranie dubla, którą dodatkowo zsynchronizowano z ruchem ust postaci, czy drzwi pozwalające odblokować finałową scenę od razu po ukończeniu prologu.
Na potrzeby Remastered opracowano nową oprawę graficzną – zarówno poprzez stworzenie tekstur i modeli w wyższych rozdzielczościach, jak i zaimplementowanie rozwiązań technologicznych nieistniejących jeszcze w momencie wydania oryginału, np. śledzenie promieni. Usprawniono animacje bohaterów niezależnych (BN-ów) oraz sztuczną inteligencję odpowiadającą za ich zachowanie, zastosowano nową technologię synchronizowania ruchu ust postaci z wypowiadanymi kwestiami. Interfejs użytkownika, schemat sterowania i niektóre mechaniki rozgrywki przeprojektowano, żeby dostosować je zarówno do możliwości platform sprzętowych dziewiątej generacji, jak i uwspółcześnionych preferencji graczy. Dograno kwestie dialogowe postaci, a część starszych nagrano od nowa z udziałem większej liczby aktorów głosowych, żeby zróżnicować głosy przedstawicieli poszczególnych ras. 
W remasterze uwzględniono całą zawartość wydaną odpłatnie po premierze oryginalnej gry, w tym m.in. rozszerzenia fabularne Knights of the Nine i Shivering Isles oraz niesławny dodatek Horse Armor Pack dodający zbroję dla konia. Na potrzeby Oblivion Remastered opracowano cztery pomniejsze zadania poboczne pozwalające zdobyć dodatkowe bronie i pancerze dla grywalnej postaci. 

## Dystrybucja i marketing
We wrześniu 2023, podczas rozprawy sądowej wytoczonej przez Federalną Komisję Handlu przeciwko Microsoftowi (właścicielowi ZeniMax Media, do którego należy Bethesda Softworks), do Internetu trafiły pochodzące z 2020 roku dokumenty, według których na 2022 planowano premierę produkcji opisanej jako „Oblivion Remaster”. Spekulacje odnośnie do powstawania gry nasiliły się na początku 2025 roku, wraz z coraz większą liczbą przecieków od branżowych insiderów sugerujących, że trafi ona do sprzedaży w kwietniu. 15 kwietnia informacje o Oblivion Remastered pojawiły się na stronie internetowej Virtuos, zostały jednak szybko usunięte. 21 kwietnia Bethesda zapowiedziała na następny dzień transmisję, podczas której ogłosiła, że premiera gry odbędzie się po jej zakończeniu.
The Elder Scrolls IV: Oblivion Remastered wydano 22 kwietnia 2025 na platformy Windows, PlayStation 5 i Xbox Series X/S w wydaniu standardowym oraz deluxe, zawierającym dodatkowo album z grafikami, ścieżkę dźwiękową oraz opracowane na potrzeby odświeżonej wersji dodatkowe zadania. Grę udostępniono także w usłudze abonamentowej Microsoftu Game Pass. W odróżnieniu od większości wcześniejszych odsłon serii dla Oblivion Remastered nie zostanie udostępnione narzędzie „Creation Kit” umożliwiające tworzenie modyfikacji i nie będą one oficjalnie wspierane obsługiwane, jednak ze względu na wykorzystanie Creation Engine możliwe jest tworzenie nieoficjalnych.

## Odbiór
Po premierze The Elder Scrolls IV: Oblivion Remastered spotkało się z pozytywnym odbiorem krytyków. Zagranie w odświeżoną wersję poleca 92% recenzentów agregatora recenzji OpenCritic, których średnia ocen wynosi 84/100. W agregatorze Metacritic gra zdobyła, w zależności od platformy, średnią ocen 82–83/100.
Recenzenci wśród zalet Oblivion Remastered wymieniali m.in. cechy przeniesione bezpośrednio z pierwowzoru, w tym chociażby nieliniowość rozgrywki i dużą swobodę, jaką otrzymuje gracz (tak w kwestii decydowania odnośnie do tego, jakich zadań i czynności się podjąć, jak i rozwoju postaci), czy zawarcie w odświeżonej wersji całej dodatkowej zawartości wydanej po premierze oryginału. Chwalili także oprawę wizualną, mającą nie odstawać jakością od innych gier dziewiątej generacji, a dodatkowo dobrze zoptymalizowaną pod konsole dziewiątej generacji. Wśród wad wymieniono m.in. liczne błędy techniczne, a jako największą fakt, że gry nie usprawniono całościowo. Według Jake’a Dekkera z GameSpotu sprawia to, że „walka nadal jest toporna”, a Jesse Norris z XboxEry stwierdził, że „u podstaw nadal jest to gra z 2006 roku (...), przez co momentami wciąż może być cholernie irytująca”. Za inne rozwiązania, które niepotrzebnie przeniesiono z pierwowzoru, wskazano m.in. dużą liczbę ekranów ładowania podczas przechodzenia pomiędzy lokalizacjami, oraz krytykowaną już w 2006 roku mechanikę skalowania poziomu przeciwników do postaci gracza. Ta ostatnia eliminować ma wrażenie progresu, ponieważ im wyższy poziom protagonisty, tym trudniejsza staje się rozgrywka – chociażby ze względu na fakt, że w świecie pojawiają się coraz potężniejsi przeciwnicy, a nawet pospolici bandyci odziani są w najlepsze dostępne wyposażenie, w tym daedryczne, do którego zgodnie z fabułą dostęp powinna mieć tylko Bohaterska Dusza Kvatch zabijająca daedry w Otchłani.

### Sprzedaż
W ciągu kilku godzin po premierze w The Elder Scrolls IV: Oblivion Remastered w szczytowym momencie grało jednocześnie ponad 182 tys. użytkowników Steam, co przełożyło się na piąte miejsce w zestawieniu najpopularniejszych wówczas na platformie gier. 26 kwietnia 2025 Bethesda poinformowała, że w ciągu czterech dni od premiery gra zainteresowała cztery miliony graczy na wszystkich platformach docelowych – wliczając abonentów subskrypcji Game Pass.